# Фурон (насеље)
Фурон (фр. Fouronnes) насеље је и општина у источном делу централне Француске у региону Бургоња, у департману Јон која припада префектури Осер.
По подацима из 2011. године у општини је живело 152 становника, а густина насељености је износила 8,54 становника/km². Општина се простире на површини од 17,79 km². Налази се на средњој надморској висини од 300 метара (максималној 343 m, а минималној 183 m).

## Демографија
| 1962. | 1968. | 1975. | 1982. | 1990. | 1999. | 2011. |
| ----- | ----- | ----- | ----- | ----- | ----- | ----- |
| 167   | 183   | 161   | 140   | 130   | 131   | 152   |

График промене броја становника у току последњих година